# Циммерман, Бернхард
Бе́рнхард Ци́ммерман (нем. Bernhard Zimmermann; род. 15 февраля 2002, Корнойбург, Корнойбург) — австрийский футболист, атакующий полузащитник клуба «Фёрст».

## Клубная карьера
Циммерман — воспитанник клубов «СК Корнебург» и «Санкт-Пёльтен». В 2020 году он присоединился к венскому «Рапиду». 13 сентября в поединке против «Лиферинга» Бернхард дебютировал во Второй Бунделсиге Австрии за дублирующий состав. 27 февраля 2022 года в матче против «Тироля» он дебютировал в австрийской Бундеслиге за основной состав. 6 март в поединке против «Аустрии Клагенфурт» Бернхард сделал «дубль», забив свои первые голы за «Рапид». В том же году он подписал контракт до 2025 года.

## Международная карьера
В 2019 в составе юношеской сборной Австрии Циммерман принял участие в юношеском чемпионата Европы в Ирландии. На турнире он сыграл в матчах против команд Испании, Италии и Германии. 